# Erste Bank Open 2021
Erste Bank Open 2021 byl tenisový turnaj pořádaný jako součást mužského okruhu ATP Tour, který se odehrával na krytých dvorcích s tvrdým povrchem Rebound Ace v komplexu Wiener Stadthalle. Konal se mezi 25. až 31. říjnem 2021 v rakouské metropoli Vídni jako čtyřicátý sedmý ročník turnaje.
Turnaj s celkovým rozpočtem 2 089 335 eur patřil do kategorie ATP Tour 500. Nejvýše nasazeným hráčem ve dvouhře se stal třetí tenista světa Stefanos Tsitsipas z Řecka, kterého ve druhém kole vyřadil americký kvalifikant a pozdější finalista Frances Tiafoe. Jako poslední přímý účastník do hlavní singlové soutěže nastoupil 41. hráč žebříčku, Maďar Márton Fucsovics.
Osmnáctý singlový titul na okruhu ATP Tour vybojoval 24letý Němec Alexander Zverev. Čtyřhru ovládli Kolumbijci Juan Sebastián Cabal s Robertem Farahem, kteří získali devatenáctou společnou trofej a třetí v probíhající sezóně.

## Rozdělení bodů a finančních odměn

### Rozdělení bodů
| Soutěž  | Soutěž | vítězové | finalisté | semifinalisté | čtvrtfinalisté | 16 v kole | 32 v kole | Q  | Q2 | Q1 |
| ------- | ------ | -------- | --------- | ------------- | -------------- | --------- | --------- | -- | -- | -- |
| dvouhra | [ 1 ]  | 500      | 300       | 180           | 90             | 45        | 0         | 20 | 10 | 0  |
| čtyřhra | [ 4 ]  | 500      | 300       | 180           | 90             | 0         | —         | —  | —  | —  |

### Finanční odměny
| Soutěž                   | Soutěž      | vítězové  | finalisté | semifinalisté | čtvrtfinalisté | 16 v kole | 32 v kole | Q2      | Q1      |
| ------------------------ | ----------- | --------- | --------- | ------------- | -------------- | --------- | --------- | ------- | ------- |
| dvouhra                  | [ 1 ] [ 5 ] | 275 074 € | 162 000 € | 103 000 €     | 64 000 €       | 32 881 €  | 18 162 €  | 8 279 € | 4 596 € |
| čtyřhra                  | [ 4 ]       | 92 360 €  | 59 000 €  | 36 250 €      | 19 286 €       | 9 953 €   | —         | —       | —       |
| ve čtyřhře částky na pár |             |           |           |               |                |           |           |         |         |

## Dvouhra

### Nasazení hráčů
| Země                          | Hráč                  | ATP | Nasazení |
| ----------------------------- | --------------------- | --- | -------- |
| Řecko                         | Stefanos Tsitsipas    | 3.  | 1.       |
| Německo                       | Alexander Zverev      | 4.  | 2.       |
| Itálie                        | Matteo Berrettini     | 7.  | 3.       |
| Norsko                        | Casper Ruud           | 9.  | 4.       |
| Polsko                        | Hubert Hurkacz        | 10. | 5.       |
| Kanada                        | Félix Auger-Aliassime | 12. | 6.       |
| Itálie                        | Jannik Sinner         | 13. | 7.       |
| Argentina                     | Diego Schwartzman     | 14. | 8.       |
| Žebříček ATP k 18. říjnu 2021 |                       |     |          |

### Jiné formy účasti na turnaji
Následující hráči obdrželi divokou kartu do hlavní soutěže:
- Andy Murray[6]
- Lorenzo Musetti
- Dennis Novak[7]

Následující hráč obdržel zvláštní výjimku:
- Ričardas Berankis

Následující hráči postoupili z kvalifikace:
- Kevin Anderson
- Gianluca Mager
- Alexei Popyrin
- Frances Tiafoe

Následující hráči postoupili z kvalifikace jako šťastní poražení:
- Dominik Koepfer

### Odhlášení
před začátkem turnaje
- Cristian Garín → nahradil jej  Dominik Koepfer
- Ugo Humbert → nahradil jej  Márton Fucsovics

## Čtyřhra

### Nasazení párů
| Země                                                                      | Hráč                 | Země               | Hráč          | ATP | Nasazení |
| ------------------------------------------------------------------------- | -------------------- | ------------------ | ------------- | --- | -------- |
| Chorvatsko                                                                | Nikola Mektić        | Chorvatsko         | Mate Pavić    | 3.  | 1.       |
| USA                                                                       | Rajeev Ram           | Spojené království | Joe Salisbury | 7.  | 2.       |
| Austrálie                                                                 | John Peers           | Slovensko          | Filip Polášek | 22. | 3.       |
| Kolumbie                                                                  | Juan Sebastián Cabal | Kolumbie           | Robert Farah  | 27. | 4.       |
| Žebříček ATP k 18. říjnu 2021; číslo je součtem postavení obou členů páru |                      |                    |               |     |          |

### Jiné formy účasti
Následující páry obdržely divokou kartu do hlavní soutěže:
- Feliciano López /  Stefanos Tsitsipas
- Oliver Marach /  Philipp Oswald

Následující pár postoupil do čtyřhry z kvalifikace:
- Alexander Erler /  Lucas Miedler

Následující pár postoupil do čtyřhry z kvalifikace jako šťastný poražený:
- Sander Gillé /  Dominik Koepfer

### Odhlášení
před začátkem turnaje
- Cristian Garín /  Cameron Norrie → nahradili je  Sander Gillé /  Dominik Koepfer
- Kevin Krawietz /  Horia Tecău → nahradili je  Lloyd Harris /  Horia Tecău

## Přehled finále

### Mužská dvouhra
- Alexander Zverev vs.  Frances Tiafoe, 7–5, 6–4

### Mužská čtyřhra
- Juan Sebastián Cabal /  Robert Farah vs.  Rajeev Ram /  Joe Salisbury, 6–4, 6–2